# Secteur des radiocommunications de l'UIT
Le secteur des radiocommunications de l'UIT (ITU Radiocommunication Sector, ITU-R) est l'un des trois secteurs (divisions, unités) de l'Union internationale des télécommunications (UIT, ITU en anglais). Il est responsable des communications radio. 
Son rôle est de gérer le spectre des fréquences radio par, notamment, le développements de standards.

## Histoire
Le CCIR—Comité consultatif international pour la radio (Consultative Committee on International Radio, International Radio Consultative Committee) est fondé en 1927.
En 1932, le CCIR ainsi que plusieurs autres organisations (dont l'Union internationale des télécommunications, fondée comme l'International Telegraph Union en 1865) forment l'International Telecommunication Union en 1934, plus connue sous le nom de ITU ou UIT en Français.
En 1992, le CCIR devient le ITU-R.